# Sumerische Fabeln
Als sumerische Fabeln werden die in sumerischer Sprache verfassten Fabeln bezeichnet. Die erhaltenen Texte stammen aus Mesopotamien, im Wesentlichen aus Nippur und Ur. Sie datieren hauptsächlich aus der ersten Hälfte des 2. Jahrtausends v. Chr. und sind somit die ältesten überlieferten Fabeln.

## Überblick
Anstelle von Menschen treten in Fabeln personifizierte Tiere, Pflanzen oder Gegenstände als handelnde und sprechende Personen auf, in einigen Fällen sind zugleich noch Menschen oder Götter involviert. Die Abgrenzung der teilweise kurzen Fabeln zu den Sprichwörtern ist schwierig und wurde von den Sumerern selbst nicht gemacht. Es gibt in der sumerischen Sprache kein eigenes Wort für Fabel und man findet keine sumerischen Textsammlungen, die ausschließlich Fabeln enthalten, sondern nur solche, wo sie mit Sprichwörtern gemischt auftreten.
Die Fabeln lassen sich grob unterteilen in
- Wellerismen, mit einem Tier als Sprecher, aber ohne Interaktion
- kurze Fabeln im Stile der späteren griechischen Fabeln Aesops
- die am weitesten ausgebaute Form der Fabeln, der sogenannten Streitgespräche, in denen verschiedene Tiere, Pflanzen oder sogar Gegenstände miteinander wetteifern, ihre Vorzüge preisen und die Nachteile der anderen hervorheben

## Überlieferung
Die erste Erwähnung personifizierter Tiere findet sich bereits Mitte des 3. Jahrtausends v. Chr. in einem Mythos über Enlil und Nuška, wo ein Fuchs den Gott Nuška rettet; Diese Geschichte hat aber noch nicht den späteren Charakter einer Fabel zwischen personifizierten Tieren. Die meisten und am besten überlieferten sumerischen Fabeln datieren dann aus der ersten Hälfte des 2. Jahrtausend v. Chr. und stammen aus altbabylonischen Schreiberschulen, wo Sumerisch unterrichtet wurde und aus denen auch ein großer Teil der heute bekannten sumerischen Literatur stammt. Größere Text- und Sprichwortsammlungen, insgesamt 23, stammen aus Nippur. In Ur wurden Tafeln mit meist nur einem einzelnen Eintrag gefunden, wobei es sich teilweise um inhaltliche Duplikate der aus Nippur bekannten Texte handelt. Von einigen weiteren Quellen ist der genaue Ursprungsort nicht geklärt.
Aus späteren akkadischen und ägyptischen Quellen sind nur wenige Fabeln bekannt. Außerhalb des altorientalischen Kulturkreises sind Fabeln erst wieder im 6. Jahrhundert. v. Chr. durch die Griechen überliefert. Ob sie sich dabei auf altorientalisches Gedankengut abstützen, kann zwar nicht direkt belegt werden, aber Parallelen einiger Fabeln Aesops zu den sumerischen Fabeln sind klar vorhanden. Ein gemeinsamer Ursprung der griechischen Fabeln und derjenigen aus der indischen Dichtung Panchatantra aus dem 3. Jahrhundert v. Chr. in Mesopotamien zu suchen, wäre deshalb naheliegend. Das Phänomen der Fabeln könnte aber auch universell und unabhängig an verschiedenen Orten und Zeiten entstanden sein.

## Wellerismen
Ein Wellerismus (engl. wellerism; dt. auch Sagwort) besteht aus drei Elementen:
1. einer Kurzbeschreibung der Situation,
2. einer in dieser Situation geäußerten direkten Rede, meist ein Sprichwort, und
3. einer Identifikation des Sprechers.

Gemäß Bendt Alster Wisdom of Ancient Sumer sind die Wellerismen keine Fabeln.
Beispiele der Sumerische Wellerismen:
- Ein Fuchs urinierte in das Meer. «Das ganze Meer ist mein Urin,» sagte er.[1]

- Ein Hund sagte zu seinem Herrn: «Wenn mein Vergnügen Dir nichts bedeutet, dann soll mein Verlust das auch nicht.»[2]

- Ein Hund ging zu einem Fest. Als er die Knochen dort sah, ging er wieder weg und sagte: «Da, wo ich hingehe, werde ich mehr zu essen erhalten als das.»[3]

## Fabeln im Stile Aesops
In der sumerischen Literatur findet sich eine Reihe von kürzeren Tierfabeln, welche länger sind als reine Wellerismen und eine Interaktion zwischen zwei Tieren beinhalten. Sie sollen zugleich erheitern und belehren, ähneln in ihrem Stil stark den späteren Fabeln des Aesop und haben auch zum Teil auch weitgehende inhaltliche Entsprechungen. Im Gegensatz zu Aesop fehlt jedoch eine explizite moralische Auslegung.
Beispiele:
- Ein Löwe hatte ein hilfloses Zicklein gefangen und es sagte zu ihm: «Lass mich gehen und ich werde dir dafür meine Kameradin, das Mutterschaf geben.» Der Löwe entgegnete: «Wenn ich Dich gehen lasse, dann sag mir zuerst Deinen Namen!» Das Zicklein antwortete dem Löwen: «Du kennst nicht meinen Namen? Ich-bin-klüger-als-Du (ummu2-mu-e-da-ak-e) ist mein Name.» Nachdem der Löwe zum Schafpferch gekommen war, brüllte er: «Ich habe Dich freigelassen!» Es antwortete von der anderen Seite: «Du hast mich freigelassen, aber warst Du klug (ummu2 mu-e-ak)? Denn die Schafe sind nicht hier!»[4]

Diese Fabel zeigt nicht nur, wie die Klugheit über die Gier siegt, sondern ist auch das älteste bekannte Beispiel eines humoristischen Wortspieles, nämlich mit dem Namen des Zickleins – Ich bin klüger als Du (ummu2 mu-e-da-ak-e) – und der Antwort an den Löwen Warst Du klug? (ummu2 mu-e-ak), welche sich im sumerischen Original nur durch eine kleine grammatikalische Änderung unterscheiden.
Aesop gibt eine ähnliche Geschichte wieder: In der Hund und der Wolf  wird ein junger Hund von einem gierigen Wolf gefangen. Der Wolf lässt den Hund schließlich laufen, als dieser ihm noch größere Beute in Aussicht stellt, welche ihm am Ende aber nicht vergönnt ist. Das Motiv „gieriger Löwe – kluge Ziege“ findet man ebenfalls bei Aesop, in der Geschichte Der Löwe und die Ziege, wo der Löwe vergeblich versucht, die Ziege zu einer saftigeren Wiese zu locken, wo er sie fressen könnte.
- Neun Wölfe fingen zehn Schafe. Eines war überzählig, weshalb sie nicht wussten, wie sie ihre Beute aufteilen sollten. Ein Fuchs kam zu ihnen und sagte: «Lasst mich die Beute für Euch teilen. Ihr seid neun, nehmt eines! Ich bin alleine, lasst mich neun nehmen. Das wäre mein Lieblings-Anteil.»[5]

Hier sieht man die Tiere bereits mit typischen Charaktereigenschaften, wie sie ihnen auch noch in neuzeitlichen Fabeln zugeschrieben werden: Der schlaue Fuchs, der durch möglichst wenig Arbeit zu seiner Beute kommen will und die Wölfe, welche zwar stärker und in der Überzahl sind, aber nicht so clever wie der Fuchs. Ein weiteres Thema, das sich hier bereits findet, ist das Problem der Aufteilung der Beute. Interpretiert man die Argumentation des Fuchses so, dass 9 (Wölfe) + 1 (Schaf) = 1 (Fuchs) + 9 (Schafe), dann wäre dies die älteste Erwähnung der Kommutativität der Addition ganzer Zahlen in einem Text.
- Ein Elefant sprach zu sich selbst und sagte: «Unter den wilden Tieren von Šakan gibt es keines, das mit mir vergleichbar wäre.» Ein Zaunkönig  antwortete ihm: «Aber doch, in meinen eigenen Verhältnissen bin ich Dir gleich.»[7]

Die Moral der Geschichte ist also, dass alle Dinge in ihrer relativen Größe gesehen werden müssen. Die Fabeln existiert auch in einer akkadischen Übersetzung und zusätzlich einer weiteren akkadischen Variante mit anderer Pointe:
Ein Zaunkönig setzte sich auf den Kopf eines Elefanten und sagte: «Störe ich Dich? Ich werde bei der Wasserstelle wegfliegen.» Der Elefant antwortete dem Zaunkönig: «Weder merke ich, wenn du da sitzt – was soll es schon sein, Dich zu tragen – noch merke ich, wenn Du wegfliegst.»
Diese Variante hat eine Entsprechung bei Aesops Die Mücke und der Stier, allerdings mit einem Stier an Stelle des Elefanten und einer Mücke statt eines Vogels.

## Streitgespräche
Zwei Tiere, Pflanzen oder Gegenstände rühmen sich ihrer Vorteile und stellen den Kontrahenten möglichst schlecht dar. Oftmals bleibt es aber nicht bei einem reinen Streitgespräch und die Tiere fügen sich auch tatsächlich Schaden zu. Schließlich wird dann der Fall einer Gottheit vorgetragen, welche die endgültige Entscheidung trifft.
Als Beispiel sei der Streit zwischen Vogel und Fisch ausführlicher dargestellt: Zuerst wird kurz ein Teil der Schöpfung dargestellt und dass der Fisch in den Lagunen seine Eier legte, der Vogel im Schilf sein Nest machte. Der Fisch regt sich über den Vogel auf und wirft ihm unter anderem vor, in den Sümpfen zu Lärm zu machen, alles gierig zu verschlingen und die Pflanzfelder zu beschädigen. Der Vogel gibt sich selbstsicher und antwortet dem Fisch, dass dieser schlecht rieche und dass der Vogel das Tier sei, welches die Fische verfolge und verspeise und dass er ein schöner und kluger Vogel sei, dessen Gesang sogar die Götter erfreue. Nach einer Replik entschließt sich der Fisch, sich am Vogel zu rächen; als der Vogel abwesend ist, stößt er dessen Nest um und wirft die Eier ins Wasser. Daraufhin beschimpft der entrüstete Vogel den Fisch und der Fisch zieht den Fall vor den Gott Enki, welcher zu Gunsten des Vogels entscheidet, dessen Gesang ihm gefällt.
Eine Variante dieser Geschichte ist der Reiher und die Schildkröte, wo die Schildkröte den Part des Fisches übernimmt. Sie wird als streitsüchtig und bösartig dargestellt und zerstört das Nest des Reihers zweimal. Der Reiher sucht schließlich Unterstützung bei den Göttern, welche intervenieren. Der Schluss der Geschichte ist leider nicht erhalten.
Weitere Streitgespräche sind überliefert für Hacke und Pflug, Getreidekorn und Schaf, Winter und Sommer, Kupfer und Silber sowie für Dattelpalme und Tamariske (nur ein Fragment).
Ob die Streitgespräche (sumerisch a-da-man-du11-ga) eine entwickelte Form der Gattung Fabel oder eine unabhängige Gattung sind, darauf findet man noch keine klare Antwort. Diese zwei Meinungen gibt es seit der Zeit des E. Ebelings (q. v. „Fabel“ Reallexikon der Assyriologie). Vanstiphout z. B. denkt die Streitgespräche als eine selbständige Gattung. Vgl. die Entwicklung der Gattung Streitgespräche in Arabischer Literatur.